# Plectris lobaticeps
Plectris lobaticeps är en skalbaggsart som beskrevs av Frey 1967. Plectris lobaticeps ingår i släktet Plectris och familjen Melolonthidae. Inga underarter finns listade i Catalogue of Life.